# Kreuzwegstation Frankenstraße

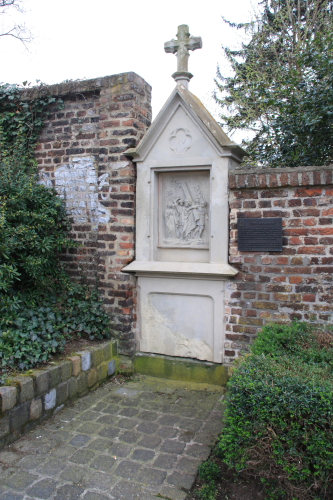
Die Kreuzwegstation

Die Kreuzwegstation Frankenstraße befindet sich in Düren in Nordrhein-Westfalen in der Frankenstraße.
Die neugotische Kreuzwegstation „Jesus begegnet seiner Mutter“ hat eine rechteckige Bildnische. Aus Sandstein wurde ein satteldachförmiger Abschluss geschaffen. Darüber steht ein aufgesetztes Sandsteinkreuz. Das Denkmal wurde etwa 1875 errichtet. 2002 wurde die Kreuzwegstation restauriert. Sie ist Halt bei der Kreuzwegprozession zu Ostern von der Bonner Straße (Bonnkreuz) zum Muttergotteshäuschen.
Das Bauwerk ist unter Nr. 1/115 in die Denkmalliste der Stadt Düren eingetragen.